# 徳川斉荘
徳川 斉荘（とくがわ なりたか）は、江戸時代後期の大名。天保7年（1836年）に田安徳川家4代当主、天保10年（1839年）に尾張徳川家12代当主となった。

## 生涯
文化7年（1810年）6月13日、徳川家斉の十二男として生まれる。幼名は要之丞。12代将軍・徳川家慶は兄である。
文化10年（1813年）12月25日、御三卿の田安家当主で叔父にあたる徳川斉匡の養子となる。天保7年（1836年）8月、斉匡の隠居により、田安家の家督を相続する。斉匡には多数の子女がおり、匡時が世子となっていたが、病弱を理由に廃嫡され、代わって斉荘が継いだ。また、娘の猶姫が斉荘の正室となった。
天保10年（1839年）3月20日に尾張徳川家の当主で異母弟である徳川斉温が死去すると、26日に喪が発せられ、同日に松平乗寛と水野忠邦が幕府の上使として江戸の尾張邸を訪れ、斉荘を末期養子として尾張家の家督を継がせるよう命じた。さらに田安家から家老の朝倉播磨守、御用人格の興津甚左衛門、用人の梶田五郎兵衛らが側近の付き人として斉荘に従って尾張家へ入ることも幕府から命じられた。
斉荘の養子入りは幕府の一方的な命令によるものであり、藩内に大きな反発を生んだ。特に、先代斉温の遺言でもなく、隠居していた先々代斉朝（斉荘の従兄にあたる）にも全く相談もないことに不満は高まった。藩内では支藩である高須藩主松平義建の次男・秀之助（後の徳川慶勝）を望む者が多かった。このとき、御附家老の一人である竹腰正富が藩内の説得役となったが、反発した藩士が「金鉄組」を結成した。これが幕末に至り、反幕・尊皇攘夷派への流れとなって、竹腰家を中心とした佐幕派との対立へとつながることとなる。また、江戸在府の御附家老成瀬正住にも批判が集中し、最終的には蟄居を強いられた。
江戸城本丸用材を献じたことなどにより藩財政は悪化しており、倹約令を出すなどしていたが、斉荘自身は苦労知らずの遊興好きで、苦しい藩財政を省みなかったといわれる。天保13年（1842年）には幕府から藩政停滞について警告された。それでも当人は藩政に真剣に当たらず、茶道にかまけ、裏千家に入門して11代千宗室（玄々斎）から奥儀を授けられている。
子女は6人いた。次男で斉荘死後に出生した昌丸は、一橋徳川家を相続して間もなく夭折した。女子の2人は成人して大名家に嫁ぎ、そのうちの利姫は徳川斉彊の養女として広島藩主浅野慶熾の正室となった。

## 官職および位階等の履歴
※日付＝旧暦
- 1812年（文化9年）5月28日 - 父である将軍徳川家斉の御台所近衛寔子（広大院）の養子となる。
- 1813年（文化10年）12月25日 - 田安斉匡の養子となる。
- 1820年（文政3年）6月5日 - 元服し、父・家斉から偏諱を与えられ斉荘と名乗る。従三位に叙し、左近衛権中将に任官し、右衛門督を兼任する。
- 1829年（文政12年）7月5日 - 参議に補任。
- 1836年（天保7年）8月21日 - 田安徳川家の当主となる。
- 1837年（天保8年）8月28日 - 権中納言に転任。
- 1839年（天保10年）
  - 3月27日 - 尾張藩主となる。
  - 12月16日 - 従二位に昇叙し、権大納言に転任。
- 1845年（弘化2年）7月6日 - 薨去。法名は大覚院殿性譽惟徳源懿大居士。墓所は名古屋市東区筒井の徳興山建中寺。

## 系譜
- 父：徳川家斉
- 母：速成院
- 養父：徳川斉匡（田安家）
- 養父：徳川斉温（尾張家）
- 正室：猶姫（貞慎院、徳川斉匡の娘）
- 側室：お八百（善行院、宮田氏）
  - 次男：徳川昌丸（一橋徳川家第8代当主）
  - 次女：利姫（寿操院、徳川慶臧婚約者、慶臧死後に浅野慶熾室）
  - 四女：釧姫（松平乗命室）
- 側室：お登佐（笹本氏）
- 側室：お久米（戒光院、本間氏）
  - 養子：徳川慶臧 - 徳川斉匡の十男